# Algieba
Algieba (γ Leonis / γ Leo / 41 Leonis / HIP 50583) es un sistema estelar de magnitud aparente +2.22. Encuadrado en la constelación de Leo, dentro de la misma sólo es superado en brillo por Regulus (α Leonis) y Denébola (β Leonis). Marca la renombrada lluvia de meteoros conocida como las Leónidas, originada por los escombros del cometa Tempel-Tuttle, cuyo pico de actividad tiene lugar cada 22 años.

## Nombre
El nombre de Algieba —escrito a veces como Algeiba— procede del árabe Al jeb‑bah y significa (‘la frente’), aunque en realidad el sistema está situado en la melena del león. Otra denominación utilizada es Juba, término proveniente del latín.

## Características físicas
A 122 años luz de distancia de la Tierra, Algieba es una estrella binaria con sus dos componentes separadas visualmente menos de dos segundos de arco. Algieba A (Gamma1 Leonis / HD 89484 / HR 4057) es una gigante naranja de tipo espectral K0IIIb con una temperatura efectiva de 4410 K. Tiene un radio 22 veces más grande que el radio solar y es 227 veces más luminosa que el Sol. Algieba B (Gamma2 Leonis / HD 89485 / HR 4058) también es una estrella gigante, aunque de color amarillo y tipo espectral G7III. Su temperatura efectiva es de 4870 K. Más pequeña que su compañera, su radio es doce veces mayor que el radio solar y su luminosidad es equivalente a 72 soles.
La edad del sistema se cifra en quinientos millones de años. Durante su estancia en la secuencia principal ambas eran estrellas blanco-azuladas, Algieba A de tipo B8 y Algieba B de tipo B9.5. En relación con el Sol, muestran un bajo contenido metálico —aproximadamente un tercio del solar— y también un nivel bajo de cianógeno, lo que a su vez implica un empobrecimiento de elementos ligeros. La baja metalicidad del sistema así como su alta velocidad relativa respecto al Sol —71 km/s— sugieren que el par proviene de una parte distinta de la galaxia.

## Parámetros orbitales
La binaria AB se puede resolver con un telescopio pequeño si las condiciones atmosféricas son buenas. La separación media entre las dos componentes es de unas 170 au pero la gran excentricidad de la órbita hace que ésta varíe entre 26 y 313 au. El período orbital del sistema se estima en 410 años, aunque el período de observación es demasiado corto para conocer con precisión los parámetros orbitales.
Visualmente a 2 minutos de arco de Algieba se puede observar la estrella AD Leonis —también llamada Gamma Leonis C—, mucho más próxima a la Tierra y que no forma parte del sistema estelar.

## Sistema planetario
En julio del 2000 se anunció el descubrimiento de un planeta extrasolar en órbita alrededor de la gigante más luminosa, Algieba A. Denominado Gamma1 Leonis b, orbita a una distancia media de 1.19 au respecto a la estrella, siendo su período orbital de 428.5 días. Y en julio del año 2001 se descubrió otro planeta extrasolar no muy lejos de Gamma1 Leonis b a dos arcos orbitales de distancia. 
Tiene una masa al menos 8.78 veces mayor que la masa de Júpiter.